# Sofija Okunewśka-Moraczewśka
Sofija Atanasiwna Okunewśka-Moraczewśka, ukr. Софі́я Атанасівна Окуне́вська-Мораче́вська (w polskojęzycznej literaturze także w formach spolszczonych: Sofia lub Zofia Okuniewska-Moraczewska) (ur. 12 maja 1865 w Dołżance, zm. 24 lutego 1926 we Lwowie) – pierwsza kobieta z terenu Austro-Węgier, która ukończyła studia na uniwersytecie i została lekarką, pierwsza lekarka Ukrainka; pisarka.

## Życiorys

### Wykształcenie i praca zawodowa
W 1885 zdała egzaminy do Lwowskiego Gimnazjum Akademickiego, a rok później zdała maturę, co odbiło się szerokim echem w całej Galicji. Jej nauczycielami byli m.in. filolog Julian Kobylanśki (brat Olhi Kobylanśkiej) i Iwan Franko.
W 1887 Sofija i jej kuzynka Natalija Kobrynska zaczęły studia w Szwajcarii (uczelnie w Austro-Węgrzech nie przyjmowały kobiet). Sofija dostała się na wydział medyczny Uniwersytetu w Zurychu. Studia ukończyła w styczniu 1896. Została pierwszą kobietą-lekarzem w Austro-Węgrzech i pierwszą Ukrainką z Galicji, która uzyskała uniwersytecki stopień medyczny. Pracę doktorską napisała na temat zmian we krwi pod wpływem anemii. Opublikowała ją w 1896. Niedługo potem artykuł o tematyce hematologicznej opublikowała również w „Zbiorniku lekarskim”, piśmie wydanym przez Towarzystwo Naukowe im. Szewczenki.
Mimo tego Sofija nie mogła znaleźć pracy. Nie honorowano jej dyplomu z powodu jej płci. Dopiero 1 października 1903 zaczęła pracę w charytatywnym prywatnym Ludowym Szpitalu dla Ubogich we Lwowie, którym kierował jej kuzyn Jewgien Ozarkiewicz. Personel pracował charytatywnie. Sofija wyspecjalizowała się w ginekologii, tym samym zostając pierwszą ginekolożką w Galicji. Organizowała kursy dla Sióstr Miłosierdzia i kursy dla położnych. Napisała ukraiński słownik terminologii medycznej. Współinicjowała powstanie Komisji Medycznej, pierwszego związku zawodowego lekarzy w Galicji.
W czasie I wojny światowej przebywała na froncie i leczyła Ukraińców w armii austriackiej. Po wojnie otworzyła we Lwowie prywatną praktykę lekarską. Była pierwszą lekarzą w Galicji i Austro-Węgrzech, która w walce z rakiem zastosowała radioterapię.

### Twórczość literacka i działalność społeczna
W 1884 wraz z Nataliją Kobrynską założyła pierwsze w Stanisławowie stowarzyszenie kobiet. W 1896 na zaproszenie Kobrynskiej napisała opowiadanie Piasek oraz pracę Niewolnictwo rodzinne kobiet w piosenkach i obrazach weselnych wydane w kobiecym almanachu pt. Pierwszy wianek zawierającym prace 17 autorek z Ukrainy. Podpisała je pseudnimem Yerina. Brał czynny udział w przygotowaniu almanachu.
Przyjaźniła się z Wasylem Stefanykiem i Olhą Kobylanśką. Stefanyka poznała w marcu 1895 na koncercie zorganizowanym z okazji rocznicy śmierci ukraińskiego poety Tarasa Szewczenki.
Po I wojnie światowej występowała z wykładami, brała udział w spotkaniach kobiet we Lwowie. Wstąpiła do Ukraińskiego Towarzystwa Kobiet z Wyższym Wykształceniem.

### Życie prywatne
Była córką unickiego duchownego Atanasa Daniłowicza Okuniewskiego. W 1866 rodzina przeniosła się z Dołżanki do Rusowa, a rok później do wsi Sadki koło Zaleszczyk, gdzie ojciec Sofiji został proboszczem. Po śmierci żony Karoliny Łuchakiwskiej (1870) pracował w parafii Sadhor. Potem, za pozwoleniem władz kościelnych, zaczął studia na Uniwersytecie Wiedeńskim. Ukończył je w 1881 z tytułem doktora medycyny. Pracował na Bukowinie. Wuj Sofiji, Kyrylo Danylowicz Okuniewski, był jednym z pierwszych Ukraińców z wyższym wykształceniem farmaceutycznym. Po śmierci matki Sofiję wychowywała ciotka Teofilia Okuniewskaja-Ozarkiewicz. Pozwalała Sofiji obserwować praktykę lekarską ojca.
W młodości przewidywano jej karierę pianistki. To znalazło swoje odbicie w twórczości Olhi Kobylanśkiej. Sofija stała się pierwowzorem pianistki w tekście Melancholijny Walc. 
W Zurychu Sofija poznała spotkała studenta z Warszawy, Wacława Damiana Moraczewskiego, ukrainofila. Pobrali się w 1892. W lipcu 1896 przeprowadzili się do Krakowa. Następnie Wacław wyjechał do Karlowych Warów, gdzie przez 29 lat pracował jako prywatny lekarz. Sofija mieszkała z dziećmi we Lwowie. Po I wojnie światowej małżonkowie rozwiedli się z powodu zdrady Wacława. Kilka miesięcy po rozwodzie rodziców Ewa Moraczewska, studentka architektury na Politechnice w Zurychu, dobrze zapowiadająca się wokalistka, o której mówiono, że będzie pierwszą architektką wśród ukraińskich kobiet, popełniła samobójstwo. To spowodowało załamanie Sofiji. Komunikowała się z tylko z pacjentami i synem. Odżyła, gdy na świat przyszła wnuczka nazwana jej imieniem.
Biegle władała kilkoma językami obcymi.
Zmarła w szpitalu we Lwowie. Powodem było ropne zapalenie wyrostka robaczkowego. Została pochowana na Cmentarzu Łyczakowskim we Lwowie. Obok niej pochowano później: syna, córkę, męża i wnuczkę.